# Afghanisches Frauenministerium
Das afghanische Frauenministerium (persisch وزارت امورزنان افغانستان; paschtunisch د ښځو چارو وزارت; englisch Ministry of Women’s Affairs) ist ein nach dem Sturz der Taliban in Afghanistan geschaffenes Ministerium. Ihm obliegt die Stärkung der Rechte der Frauen in Afghanistan. 
Das Amt der Frauenministerin bekleideten
- Sima Samar seit 2001
- Habiba Sorabi von Juni 2002 bis März 2005
- Hosn Banu Ghazanfar von 2006 bis 2015
- Delbar Nazari seit 2015[1]

## Frauenhäuser
Das Ministerium gab am 15. Februar 2011 bekannt, dass es plant, verschiedenen internationalen Nichtregierungsorganisationen die Kontrolle über die Frauenhäuser in Afghanistan zu entziehen und diese selbst zu übernehmen. Anfang März 2011 wurde die Forderung zurückgezogen und stattdessen beschlossen, eine gemeinsame Kommission einzurichten.